# Haltérophilie aux Jeux olympiques d'été de 2024 - Moins de 49 kg femmes
Navigation
Tokyo 2020 Los Angeles 2028
L'épreuve des moins de 49 kg femmes  en haltérophilie aux Jeux olympiques d'été de 2024 a lieu le 7 août au Paris Expo Porte de Versailles.

## Records
Avant cette compétition, les records dans cette discipline étaient les suivants : 
| Record du monde  | Arraché     | Hou Zhihui (CHN)  | 97 kg  | Phuket, Thaïlande     | 1er avril 2024  |
| Record du monde  | Épaulé-jeté | Ri Song-gum (PRK) | 125 kg | Tachkent, Ouzbékistan | 4 février 2024  |
| Record du monde  | Total       | Ri Song-gum (PRK) | 221 kg | Phuket, Thaïlande     | 1er avril 2024  |
|                  |             |                   |        |                       |                 |
| Record olympique | Arraché     | Hou Zhihui (CHN)  | 94 kg  | Tokyo, Japon          | 24 juillet 2021 |
| Record olympique | Épaulé-jeté | Hou Zhihui (CHN)  | 116 kg | Tokyo, Japon          | 24 juillet 2021 |
| Record olympique | Total       | Hou Zhihui (CHN)  | 210 kg | Tokyo, Japon          | 24 juillet 2021 |

## Médaillées
| Or               | Argent                         | Bronze                   |
| Hou Zhihui (CHN) | Mihaela Valentina Cambei (ROU) | Surodchana Khambao (THA) |

## Résultats détaillés
| Rang                                | Athlète                  | Nation                 | Poids (kg) | Arraché (kg) | Arraché (kg) | Arraché (kg) | Arraché (kg) | Épaulé-jeté (kg) | Épaulé-jeté (kg) | Épaulé-jeté (kg) | Épaulé-jeté (kg) | Total |
| Rang                                | Athlète                  | Nation                 | Poids (kg) | 1            | 2            | 3            | Résultat     | 1                | 2                | 3                | Résultat         | Total |
| ----------------------------------- | ------------------------ | ---------------------- | ---------- | ------------ | ------------ | ------------ | ------------ | ---------------- | ---------------- | ---------------- | ---------------- | ----- |
| Médaille d'or, Jeux olympiques      | Hou Zhihui               | Chine                  | 49,00      | 89           | 89           | 93           | 89           | 110              | 117              | 117              | 117 OR           | 206   |
| Médaille d'argent, Jeux olympiques  | Mihaela Valentina Cambei | Roumanie               | 49,00      | 89           | 91           | 93           | 93           | 106              | 110              | 112              | 112              | 205   |
| Médaille de bronze, Jeux olympiques | Surodchana Khambao       | Thaïlande              | 49,00      | 86           | 88           | 88           | 88           | 110              | 112              | 114              | 112              | 200   |
| 4                                   | Mirabai Chanu Saikhom    | Inde                   | 49,00      | 85           | 88           | 88           | 88           | 111              | 111              | 114              | 111              | 199   |
| 5                                   | Jourdan Delacruz         | États-Unis             | 49,00      | 84           | 87           | 88           | 84           | 105              | 110              | 111              | 111              | 195   |
| 6                                   | Wan-Ling Fang            | Taipei chinois         | 49,00      | 80           | 83           | 86           | 86           | 102              | 106              | 107              | 107              | 193   |
| 7                                   | Beatriz Piron Candelario | République dominicaine | 49,00      | 85           | 88           | 88           | 85           | 102              | 107              | 110              | 107              | 192   |
| 8                                   | Rira Suzuki              | Japon                  | 49,00      | 83           | 85           | 85           | 83           | 108              | 112              | 117              | 108              | 191   |
| 9                                   | Katherin Echandia Zarate | Venezuela              | 49,00      | 83           | 86           | 86           | 83           | 105              | 107              | 109              | 105              | 188   |
| 10                                  | Rosina Randafiarison     | Madagascar             | 49,00      | 75           | 80           | 83           | 80           | 95               | 100              | 100              | 100              | 180   |
| 11                                  | Nicola Velasco Lagatao   | Guam                   | 49,00      | 56           | 59           | 62           | 59           | 74               | 77               | 79               | 77               | 136   |
| -                                   | Nina Sterckx             | Belgique               | 49,00      | 86           | 86           | 86           | -            | -                | -                | -                | -                | -     |